# Герляни
Герляни (словац. Herľany) — село, громада в окрузі Кошиці-околиця, Кошицький край, Словаччина. Кадастрова площа громади — 9,91 км². Станом на 31 грудня 2016 року в селі проживало 294 жителі.

## Історія
Перші згадки про село датуються 1487 роком.

## Населення
| Рік:            | 1994. | 2004.   | 2014.   | 2024.   |
| --------------- | ----- | ------- | ------- | ------- |
| Кількість осіб: | 292   | 287     | 285     | 286     |
| Різниця:        |       | -1,71 % | -0,69 % | +0,35 % |

| Рік:            | 2023. | 2024.   |
| --------------- | ----- | ------- |
| Кількість осіб: | 276   | 286     |
| Різниця:        |       | +3,62 % |